# Bundesstraße 190
De Bundesstraße 190 (ook wel B190) is een weg in de Duitse deelstaat Saksen-Anhalt.
De B190 verbindt Salzwedel met Seehausen en is ongeveer 40 km lang.
Routebeschrijving
De B190 begint in Salzwedel op en kruising met de B71/B248 en loopt door de Altmark. De B190 loopt door Binde,  langs Arendsee en eindigt op de B189 bij Seehausen.
B1 · B2 · B4 · B6 · B6n · B7 · B19 · B27 · B62 · B71 · B71n · B79 · B80 · B81 · B84 · B85 · B86 · B87 · B88 · B89 · B90 · B91 · B92 · B93 · B94 · B95 · B96 · B97 · B98 · B99 · B100 · B101 · B107 · B115 · B156 · B169 · B170 · B171 · B172 · B172a · B172b · B173 · B174 · B175 · B176 · B178 · B180 · B181 · B182 · B183 · B183a · B184 · B185 · B186 · B187 · B187a · B188 · B189 · B190 · B190n · B242 · B243 · B244 · B245 · B245a · B246 · B246a · B247 · B248 · B248a · B249 · B250 · B278 · B280 · B281 · B282 · B283 · B285